# 甲賀郡中惣
甲賀郡中惣（こうかぐんちゅうそう）は戦国時代の甲賀武士の自治組織のことである。物事を合議で決めていた。

## 概要
戦国時代、侍身分をもつ甲賀郡の土豪は、同じ苗字を持つものによる「同名中」という同族集団を形成していた。その中心は惣領家、庶子家（分家）で、構成員として近隣の他家の土豪も入っていた。同名中では惣領家と庶子家が横並びであることが特徴的であった。同名中では掟を定め、談合による合議制で物事を決め、その際、多数決を原則とし、決まらない場合はくじを用いた。なお、決められたことの執行は、「奉公中」という集団で行われた。
伊賀の国一揆や近江に侵攻する織田信長への対抗として、より大きな郡規模の組織として永禄年間頃に「甲賀郡中惣」が形成されたと考えられ、地域の紛争の調停機能を果たした。
権力をもった領主が地域全体を支配するのではなく、小領主が地域の案件を合議で決定することは全国的にも極めて珍しいことであった。
1585年（天正13年）豊臣秀吉が守護を命じていた堤が決壊した責任が問われ、甲賀武士10名が所領を没収、改易されて甲賀郡中惣は消滅した。

## 甲賀郡中惣遺跡群
惣領家と庶子家が同等の立場であることから、庶子家でも城郭を建てることができた。また、突出した規模の城が作られることはなく、ほぼ同一の規模、構造を持つ城郭を構えていた。
その構造は一辺3-50mの方形単郭構造の小規模なものだが、その周囲の土塁は高さ8ｍに達する巨大なものもあった。これは戦国時代の山城としては最大級のものであり、水平的には小規模だが立体的には小規模ではなかった。
2008年（平成20年）、滋賀県の旧甲賀郡域に属する甲賀市から湖南市にかけての丘陵部に所在する甲賀郡中惣に関する遺跡群のうち、甲賀市甲南町新治地域に残る城跡（寺前城跡・村雨城跡・新宮城跡・新宮支城跡・竹中城跡）が国の史跡「甲賀郡中惣遺跡群」に指定された。
2009年（平成21年）、油日神社境内と矢川神社境内が「甲賀郡中惣遺跡群」に追加指定された。